# Marama Vahirua
Marama Vahirua (ur. 12 maja 1980 w Papeete, Tahiti) – piłkarz francuski grający na pozycji ofensywnego pomocnika lub napastnika.

## Życiorys
Vahirua pochodzi z Tahiti, ale piłkarską karierę rozpoczął już we Francji. Jego pierwszym klubem był FC Nantes, gdzie należał do tamtejszej szkółki piłkarskiej. 14 kwietnia 1999 roku zadebiutował w Ligue 1 w przegranym 1:2 wyjazdowym meczu z Le Havre AC. W tym samym sezonie Nantes zdobyło Puchar Francji, ale Marama nie miał w tym wielkiego udziału. W sezonie 1999/2000 zadebiutował w rozgrywkach Pucharu UEFA i zdobył też swojego pierwszego gola w lidze, w ostatniej kolejce w meczu z Le Havre (1:0). Wywalczył także swój drugi w karierze krajowy puchar. W sezonie 2000/2001 miał udział w wygraniu przez Nantes mistrzostwa kraju. Był co prawda rezerwowym dla Viorela Moldovana i Oliviera Monterrubio, ale zdołał zdobyć 7 goli, w tym decydującego o mistrzostwie, w 33. kolejce. Dzięki jego bramce Nantes pokonało 1:0 AS Saint-Étienne i utrzymało do ostatniej kolejki 4-punktową przewagę nad Olympique Lyon. W sezonie 2001/2002 Vahirua wystąpił w fazie grupowej Ligi Mistrzów i przez kolejne trzy sezony był podstawowym zawodnikiem „Kanarków”, którzy jednak nie osiągnęli więcej sukcesów. Od roku 1999 do 2004 Vahirua wystąpił w Nantes w 111 spotkaniach ligowych i zdobył w nich 28 goli.
Latem 2004 Marama przeniósł się do Nicei. W sezonie 2004/2005 był z 10 golami najlepszym strzelcem drużyny, a w 2006 zajął z nią najwyższe miejsce od czasu powrotu klubu do Ligue 1 – miejsce szóste. Natomiast w sezonie 2006/2007 swoją postawą przyczynił się do uniknięcia degradacji przez klub z Nicei.
Latem 2007 Vahirua zmienił klub i za 1,2 miliona euro przeszedł do FC Lorient. W Lorient po raz pierwszy wystąpił 4 sierpnia w zremisowanym 0:0 meczu z Lille OSC. Z 7 golami na koncie był drugim najlepszym strzelcem Lorient sezonu 2007/2008 po Rafiku Saïfim.
Latem 2010 Vahirua odszedł do AS Nancy, z którego był wypożyczany do AS Monaco i Panthrakikosu. Następnie kontynuował karierę w zespołach z Tahiti – AS Piraé, AS Temanava oraz AS Dragon.
| Sezon   | Klub             | Kraj    | Rozgrywki          | Mecze | Bramki |
| ------- | ---------------- | ------- | ------------------ | ----- | ------ |
| 1998/99 | FC Nantes        | Francja | Ligue 1            | 1     | 0      |
| 1999/00 | FC Nantes        | Francja | Ligue 1            | 12    | 1      |
| 2000/01 | FC Nantes        | Francja | Ligue 1            | 15    | 7      |
| 2001/02 | FC Nantes        | Francja | Ligue 1            | 24    | 6      |
| 2002/03 | FC Nantes        | Francja | Ligue 1            | 31    | 7      |
| 2003/04 | FC Nantes        | Francja | Ligue 1            | 28    | 7      |
| 2004/05 | OGC Nice         | Francja | Ligue 1            | 34    | 10     |
| 2005/06 | OGC Nice         | Francja | Ligue 1            | 33    | 5      |
| 2006/07 | OGC Nice         | Francja | Ligue 1            | 32    | 4      |
| 2007/08 | FC Lorient       | Francja | Ligue 1            | 26    | 7      |
| 2008/09 | FC Lorient       | Francja | Ligue 1            | 24    | 3      |
| 2009/10 | FC Lorient       | Francja | Ligue 1            | 12    | 6      |
| 2010/11 | AS Nancy         | Francja | Ligue 1            | 25    | 5      |
| 2011/12 | AS Monaco        | Francja | Ligue 2            | 12    | 2      |
| 2012/13 | APS Panthrakikos | Grecja  | Superleague Ellada | 26    | 3      |

## Ciekawostki
- Marama jest kuzynem Pascala Vahiruy, byłego 22-krotnego reprezentanta Francji, zawodnika m.in. AJ Auxerre i SM Caen.